# Płamena
Płamena (bułg. Пламенa) – żeński odpowiednik bułgarskiego męskiego imienia Płamen, którego znaczenie odnosi się do płomienia.
Płamena obchodzi imieniny 6 lutego, 20 grudnia.